# Lipová (Prostějovi járás)
Lipová település Csehországban, a Prostějovi járásban. Lipová Buková, Suchdol, Ptení, Malé Hradisko és Brodek u Konice településekkel határos. Lakosainak száma 737 fő (2024. január 1.).

## Népesség
A település lakosságának változását az alábbi diagram mutatja:
| Lakosok száma | 1293 | 1473 | 1470 | 1071 | 921  | 778  | 724  | 718  | 706  | 737  |
|               | 1869 | 1890 | 1921 | 1950 | 1980 | 2001 | 2017 | 2019 | 2022 | 2024 |